# Microtus rossiaemeridionalis
Microtus rossiaemeridionalis é uma espécie de roedor da família Cricetidae.
Pode ser encontrada nos seguintes países: Bulgária, Finlândia, Grécia, Roménia, Rússia, Sérvia e Montenegro, Turquia e Ucrânia.